# Beatton River
Beatton River är ett vattendrag i Kanada.   Det ligger i Peace River Regional District och provinsen British Columbia, i den centrala delen av landet, 3 300 km väster om huvudstaden Ottawa.
I omgivningarna runt Beatton River växer i huvudsak blandskog. Trakten runt Beatton River är nära nog obefolkad, med mindre än två invånare per kvadratkilometer.